# Coprophanaeus spitzi
Coprophanaeus spitzi là một loài bọ cánh cứng trong họ Bọ hung (Scarabaeidae).